# Filmový režisér

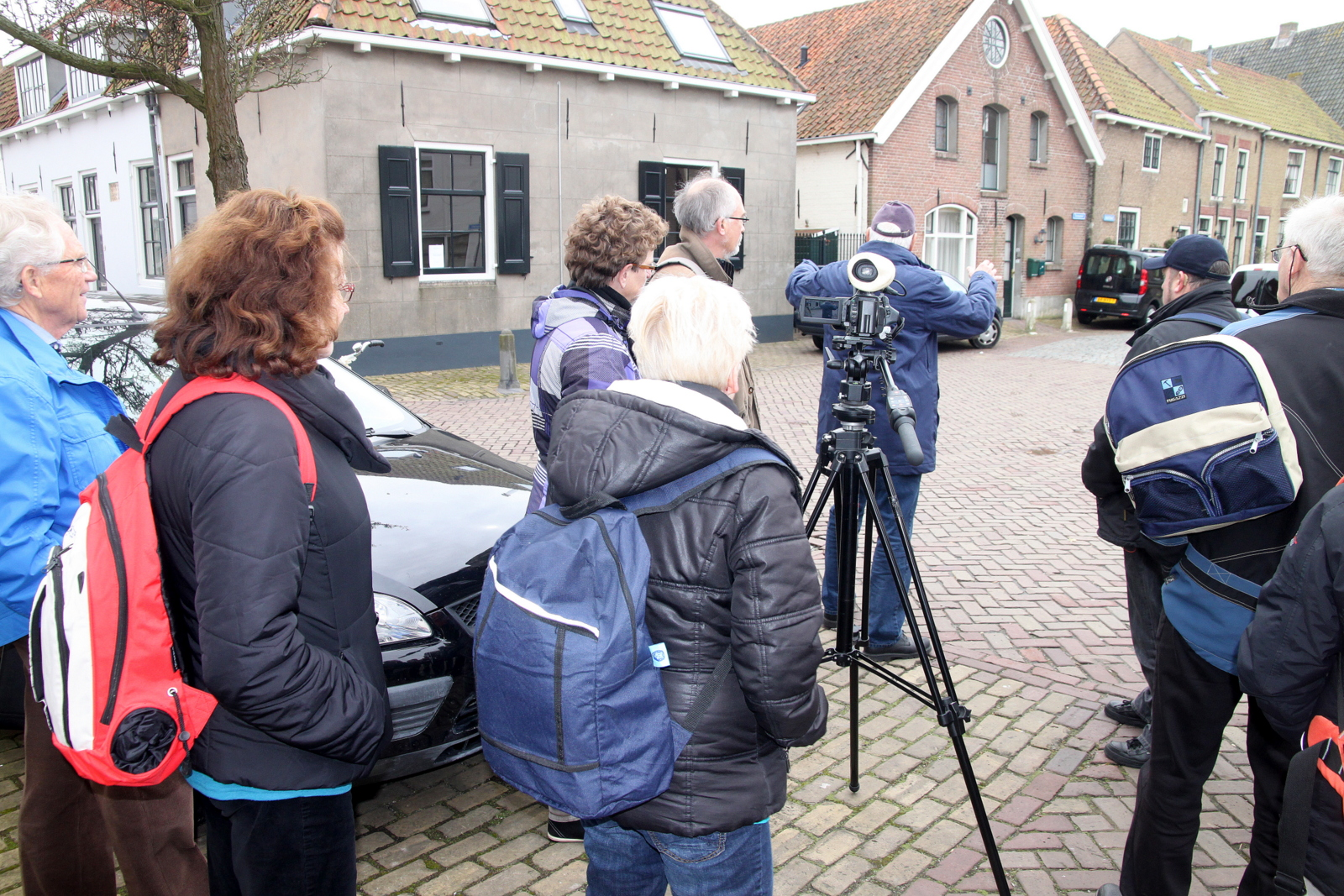

Filmový režisér je tvořivý pracovník, výrobcem smluvně pověřený vedením prací na vytvoření filmového díla (dokumentárního, hraného, animovaného filmu). Přestože film vzniká jako kolektivní dílo autora námětu, scenáristy, kameramana, scénografa, střihače, hudebního skladatele, choreografa atd., režisér je považovaný za hlavního autora a umělecky zodpovídá za výsledný filmový tvar, který tak podléhá jeho režii.
Konečné slovo (a formální zodpovědnost) ohledně podoby filmu má ovšem producent resp. studio, což někdy vede ke sporům a výjimečně i k tomu, že je režisér odvolán, sám odstoupí, nebo se odmítne ke snímku hlásit (viz též Alan Smithee). Význační režiséři někdy pro „své“ filmy dodatečně vydají tzv. režisérský sestřih, zpravidla delší a včetně zcenzurovaných pasáží.
Pokud osoba režiséra a producenta (a obvykle i scenáristy a dalších funkcí) splývá, jedná se o tzv. autorský film, kde má režisér plnou kontrolu na výslednou podobou snímku. 